# 우젠슝
우젠슝(중국어 간체자: 吴健雄, 정체자: 吳健雄, 병음: Wú Jiànxióng, 영어: Chien-Shiung Wu 치엔시웅 우[*], 1912년 5월 31일 ~ 1997년 2월 16일)은 핵물리학 분야에 지대한 업적을 남긴 중국계 미국인 실험물리학자이다. 우젠슝은 맨해튼 계획에 참여하여 기체확산법을 통해 우라늄 금속을 우라늄-235와 우라늄-238으로 분리하는 공정 개발에 조력하였다. 특히, 반전성 보존의 법칙 가설의 위반을 증명한 우 실험을 설계한 것으로 잘 알려져 있다. 이 발견을 통해 그녀의 동료 리정다오와 양전닝이 1957년 노벨 물리학상을 수상하였으며, 우젠슝 또한 1978년 울프 물리학상의 첫 수상자가 되었다. 실험물리학에서 우젠슝의 전문성은 마리 퀴리와 비교되기도 하였다. 그녀의 별명은 "물리학의 여성 일인자", "중국의 마담 퀴리", "핵연구의 여왕" 등이 있다.

## 어린 시절과 교육
우젠슝은 1912년 5월 31일 중화민국 장쑤성 타이창 부 류허 진에서 우중이(吳仲裔)와 판푸화의 세 자녀 중 둘째로 태어났다. 이름 첫 글자의 젠(健)은 돌림자이며, 슝(雄)은 영웅호걸(英雄豪傑)의 두 번째 글자를 따온 것이다. 이 규칙에 따라서 우젠슝은 오빠 젠잉(健英), 남동생 젠하오(健豪)를 두었다. 우젠슝과 그녀의 아버지는 매우 가까이 지냈는데, 아버지가 책과 잡지, 신문으로 둘러싸인 환경을 조성하여 그녀의 관심과 흥미를 열정적으로 장려하였다.
우젠슝은 그녀의 아버지가 여성 아동을 위해 세운 밍더 학교에서 초등학교 교육을 받았다. 그녀는 1923년 11살의 나이에 고향을 떠나 쑤저우 제2여자사범학교에 들어갔다. 이곳은 고등학교 정규 과정과 함께 교원 양성 과정이 포함된 기숙학교였다. 교원 양성 과정 입학은 교육비와 기숙비가 면제되고 학위 취득 후 취직이 보장되었기에 경쟁률이 높았다. 가족이 학비를 책임질 수 있었음에도, 우젠슝은 경쟁률이 더 높은 선택지를 골랐고, 10,000명의 지원자 중 9위로 입학하였다.
우젠슝은 1929년 사범학교를 수석으로 졸업하고 난징에 위치한 국립 중앙 대학에 합격하였다. 당시의 행정 법규에 따르면, 대학교에 진학하길 원하는 교원 양성 대학의 학생들은 1년간 교사로 일해야 했다. 우젠슝의 경우, 이것은 명목상으로만 시행되었다. 그녀는 스승이었던 철학자 후스가 교장으로 있던 상하이의 중국공학에서 학생들을 가르쳤다.
우젠슝은 1930년에서 1934년까지 국립 중앙 대학에서 공부하였고, 처음에는 수학을 전공하다 물리학으로 전과하였다. 그녀는 학생 정치에 관여하게 되었다. 당시 중국과 일본의 관계는 매우 긴장 상태였으며, 학생들은 정부가 일본에 강경한 대응을 취해야 한다고 주장하였다. 동료들은 우젠슝을 학생 지도자 중 한 명으로 선출하였는데, 그녀가 대학교에서 우수한 학생 중 한 명이었기에 당국의 관계자들에게 그녀의 참여가 용인되거나 최소한 간과될 수 있었기 때문이었다. 그러한 사정으로 그녀는 학업을 게을리 하지 않았다. 그녀는 장제스에 대한 학생들의 난징 총통부 농성을 비롯한 여러 시위를 주도하였다.
우젠슝은 학사 졸업 후 2년 동안 저장 대학에서 조교로 일하며 물리학 석사 과정을 지냈으며, 이후 타이완 중앙연구원 물리학회의 연구원이 되었다. 우젠슝의 감독관이었던 구징웨이 교수는 미시간 대학교로 유학하여 박사 학위를 받은 여성이었는데, 우젠슝에게도 자신과 같은 과정을 밟도록 권유하였다. 우젠슝은 미시간 대학교 입학을 허가 받았고, 삼촌 우저우지가 필요한 자금을 대주었다. 그녀는 1936년 8월 SS 프레지던트 후버를 타고 타이창 출신의 여성 화학자 친구 동뤄펜과 함께 미국으로 갔다. 부모와 삼촌이 우젠슝을 전송했는데, 이때가 그녀가 본 부모의 마지막 모습이었다.

## 버클리
두 여성은 샌프란시스코에 도착하였고, 우젠슝의 대학원 수학 계획은 캘리포니아 대학교 버클리를 방문하면서 바뀌게 되었다. 그녀는 그곳에서 위안스카이(초대 중화민국의 총통이자 중화제국 황제 선포자)의 손자인 물리학자 위안자류를 만났다. 위안자류는 그녀에게 방사선 연구소를 보여주었다. 이 연구소의 소장 어니스트 O. 로런스는 3년 뒤인 1939년 사이클로트론 입자 가속기 발명으로 노벨 물리학상을 수상한 인물이었다.
우젠슝은 미시간에서 여성이 정문으로 다닐 수 없다는 말을 들었고, 버클리에서 공부를 시작하는 편이 낫다고 결심하게 되었다. 위안자류는 그녀에게 물리학과장 레이먼드 T. 버지를 소개해주었고, 그 해의 학년도가 이미 시작되었음에도 대학원 과정을 지낼 수 있도록 편의를 제공했다. 우젠슝은 이로써 미시간에서 공부할 계획을 단념하고 버클리에 입학하게 되었다. 그녀의 동급생으로는 로버트 R. 윌슨과 조지 볼코프 등이 있었다. 그녀의 친구 우르줄라 섀퍼는 나치 독일에 돌아가는 대신 미국에 남기를 선택한 역사학도였으며, 마가렛 루이스는 박사 후 과정의 미국인 학생이었다. 우젠슝은 첫 해 말에 장학금을 신청하였지만, 아시아계 학생에 대한 편견에 부딪치게 되었고, 그 대신에 위안자류와 함께 낮은 장학금을 받는 대학 강사직을 제공 받았다. 위안자류는 이후 칼텍에 장학금을 신청하여 합격하였다.
우젠슝은 학업과 연구를 빠르게 성취하였다. 공식 지도 교수는 로런스였지만, 에밀리오 세그레와 더 가깝게 연구하였다. 그녀의 졸업 논문은 두 부분으로 나뉜다. 첫 번째는 제동 복사에 관한 것으로, 하전 입자가 일반적인 원자핵에 의한 전자인 또 다른 하전 입자에 의해 구부러질 때 감속으로 발생하는 전자기 복사를 다루었다. 그녀는 이 연구에 로런스와 그의 형제 존 H. 로런스가 암 치료와 방사성 추적자용으로 평가한 사이클로트론에서 생산이 용이한 방사성 동위원소 인-32 베타 방출을 이용하였다. 이것은 우젠슝이 권위를 갖게 되는 베타 붕괴 주제와 관련된 첫 업적으로 기록되었다. 논문의 두 번째 부분은 방사선 연구소의 37 인치와 60 인치 사이클로트론을 이용한 우라늄 핵분열로 발생하는 제논의 방사성 동위원소 생산에 관한 것이다. 1940년 6월 박사 학위를 수료한 우젠슝은 로런스와 세그레의 추천을 받았지만 대학교 내에 자리를 잡지 못했고, 방사선 연구소에서 박사 후 연구원으로 남게 되었다.

## 제2차 세계 대전
우젠슝과 위안자류는 1942년 5월 30일 위안자류의 대학 지도 교수이자 칼텍의 학장인 로버트 밀리컨의 집에서 결혼하였다. 태평양 전쟁의 발발로 인해 신부와 신랑의 가족은 모두 참석할 수 없었다. 우젠슝이 매사추세츠주 노샘프턴에 위치한 사립여자대학 스미스 대학교의 교수진이 되고, 위안자류가 RCA의 레이다에서 일하게 되자, 두 사람은 함께 미국 동해안으로 이주하였다. 우젠슝은 자신의 직업이 교직만을 포함하고 있으며, 연구를 할 기회가 없다는 것을 깨닫고 좌절했다. 그녀는 로런스에게 많은 대학교에 추천서를 써줄 것을 청원했다. 우젠슝이 떠나기를 원하지 않은 스미스는 그녀를 부교수로 임명하고 봉급을 늘려주는 것으로 응수했지만, 그녀는 뉴 저지의 프린스턴 대학교에서 해군 사관을 가르치는 교사직을 수락하였다.

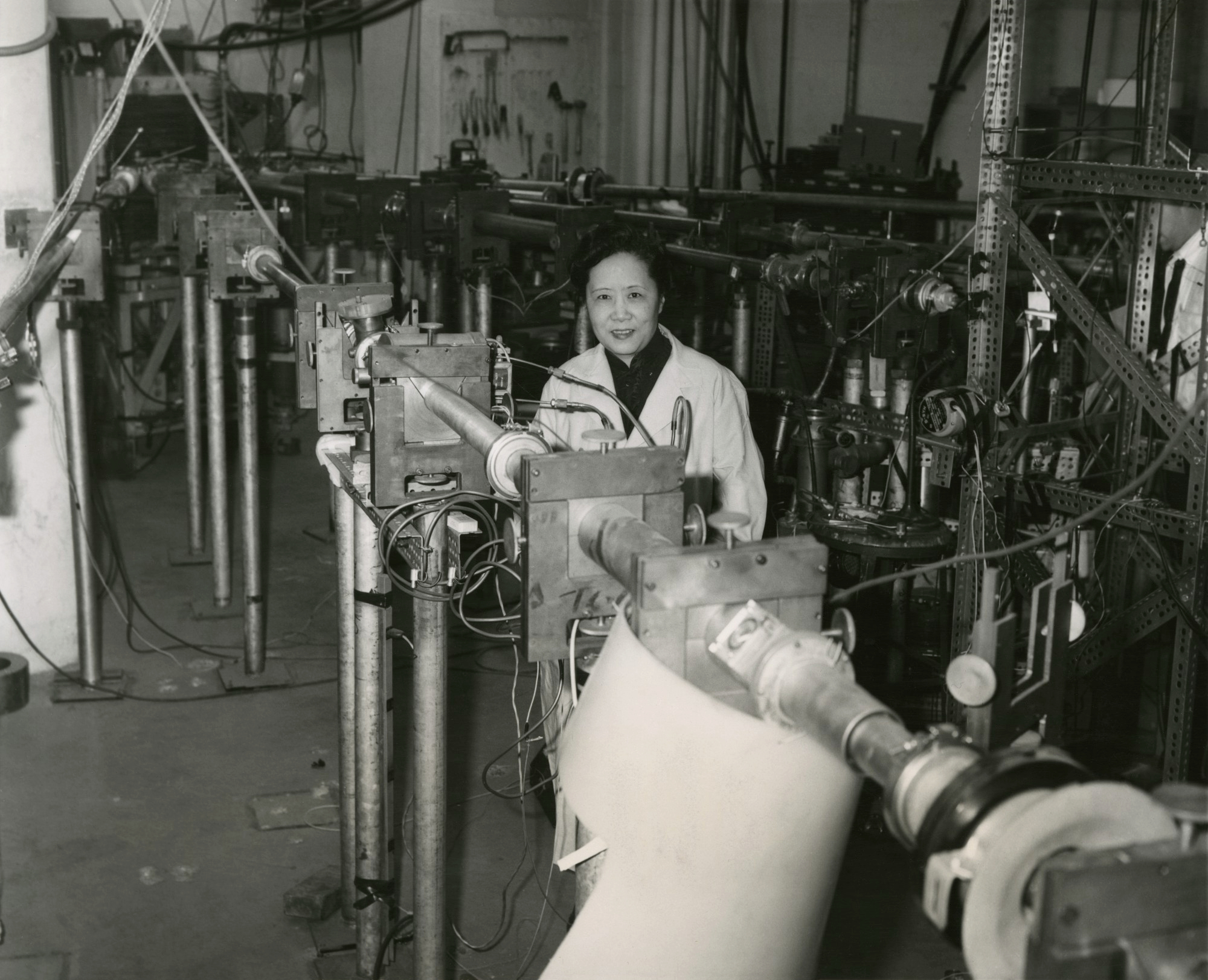
1963년 컬럼비아 대학교의 우젠슝.

1944년 3월, 우젠슝은 컬럼비아 대학교에 위치한 맨해튼 계획의 대리 합금 물질(Substitute Alloy Materials, SAM) 연구소에 참여하였다. 그녀는 그곳의 기숙사에서 생활하며 주말에는 프린스턴으로 돌아가는 생활을 반복했다. 해럴드 유리가 소장으로 있던 SAM 연구소의 역할은 우라늄 농축을 위한 맨해튼 계획의 기체확산법(K-25) 계획을 지원하는 것이었다. 우젠슝은 방사선 검출 기기를 개발하는 업무를 맡은 윌리엄 W. 헤이븐스 주니어가 지휘하는 무리에서 제임스 레인워터와 함께 일했다.
1944년 9월, 우젠슝은 맨해튼 지구 공학자 케네스 니콜스 대령과 접촉하였다. 새로이 위임한 핸퍼드 사이트의 B 원자로가 일정한 간격으로 시작하고 정지하는 뜻밖의 문제를 겪게 되었다. 존 아치볼드 휠러는 9.4 시간의 반감기를 갖는 분열 생성물 제논-135가 문제의 원인으로, 이것이 중성자 독물질이 되었을 것이라 보았다. 세그레는 우젠슝이 버클리에서 제논의 방사성 동위원소를 연구한 것을 생각해냈다. 해당 주제를 다룬 그녀의 졸업 논문은 그때까지 학계에 공개되지 않은 상태였고, 우젠슝과 니콜스는 피지컬 리뷰 발표를 위한 원고 초안 작성에 착수했다. 예상했던 대로 원인은 제논-135였으며, 이것이 예상 외의 거대한 중성자 흡수 단면적을 가지게 된 것으로 밝혀졌다.
1945년 8월 종전 이후, 우젠슝은 컬럼비아의 연구 부교수직 제안을 수락했다. 중국과의 통신도 복구되어 가족으로부터 편지를 받았지만, 국공 내전으로 인해 중국 방문 계획은 취소되었다. 1947년에는 아들 빈센트 위안(위안웨이청, 袁緯承)이 태어났고, 이 아들 또한 부모의 뒤를 이어 물리학자가 되었다. 1949년, 위안자류가 브룩헤이븐 국립연구소에 들어가면서 가족은 롱아일랜드로 이주하였다. 그 해에 공산당이 중국에서 권력을 잡게 되자, 우젠슝의 아버지는 그녀에게 중국으로 돌아오지 말라는 글을 썼다. 우젠슝의 여권은 국민당 정부에서 발행되었기 때문에, 그녀가 해외로 여행하는 것에는 어려움이 따랐다. 이를 계기로 그녀는 1954년에 미국 시민권을 취득하였다. 그녀는 경력의 나머지를 컬럼비아에서 보냈다. 1952년 부교수가 되었고, 1958년에는 정교수, 1973년에는 미하일로 I. 푸핀 물리학 교수가 되었다. 학생들은 그녀를 코믹 스트립 《테리 앤 더 파이리츠》의 등장인물 이름에서 따온 드래곤 레이디라고 불렀다.

## 베타 붕괴와 반전성 보존

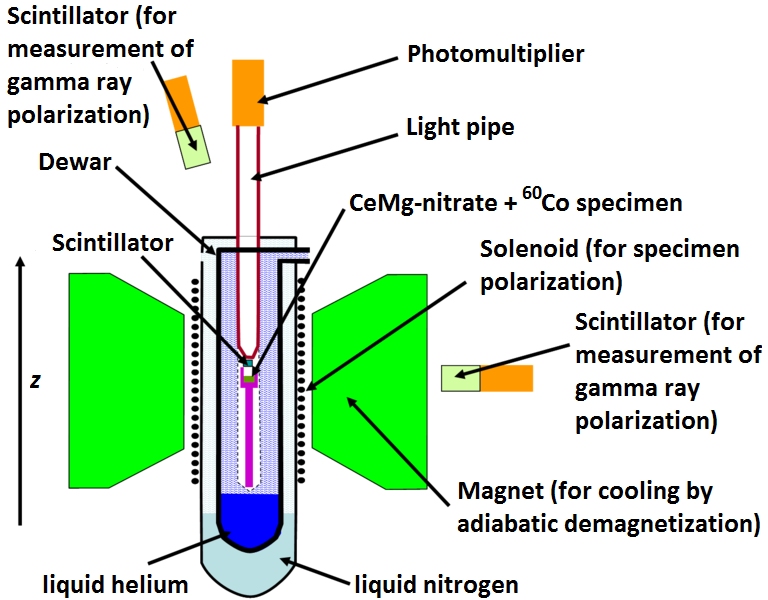
우 실험의 도식적 도해.

전쟁 이후, 우젠슝은 베타 붕괴를 거듭 연구했다. 엔리코 페르미가 1934년 베타 붕괴 이론을 발표했지만, 루이스 월터 앨버레즈의 실험에서 이론과 상충하는 결과가 나왔다. 우젠슝은 이 실험을 되풀이하는 것에 착수하여 그 결과를 증명해냈다. 그녀는 구리-64 베타선원으로 이용되었던 황산구리(II)의 두껍고 울퉁불퉁한 막이 문제라 보았고, 이것을 방사된 전자들이 힘을 잃게 하는 원인으로 짐작했다. 그녀는 이것을 극복하기 위해 분광계의 오래된 형태인 솔레노이드 분광계를 개조하였다. 황산 구리에 세제를 더해 얇고 평평한 막을 만들도록 하였다. 이를 통해 그녀는 불일치가 관측된 것이 실험 오차의 결과임을 논증할 수 있었다. 그녀의 실험 결과는 페르미의 이론과 일치했다.
우젠슝은 컬럼비아에서 중국 태생의 이론물리학자 리정다오를 개인적으로 알게 되었다. 1950년대 중반, 리정다오와 또 다른 중국인 이론물리학자 양전닝은 기본 입자 물리 법칙 가설인 "반전성 보존의 법칙"에 대한 의문을 품고 있었다. 이 문제의 가장 흥미로운 예시는 보기에 다르게 대전하는 두 종류의 기묘 중간자 세타와 타우 입자의 수수께끼였다. 이들의 성질은 매우 비슷하여 같은 입자로 간주되는 것이 보통이었다. 그러나 이들의 서로 다른 붕괴 현상이 두 가지 다른 반전성 상태가 관찰되는 결과를 가져왔고, 이것은 만약 반전성이 보존된다면 다음 수식에 따라서 
Θ+
와 
τ+
가 서로 다른 입자임을 암시했다.
| Θ+ | → | π+ + π0      |
| τ+ | → | π+ + π+ + π− |
리정다오와 양전닝은 기존의 실험 결과들을 연구하여 반전성이 전자기 상호작용과 강한 상호작용에서 보존된다고 확신하게 되었다. 이러한 이유를 토대로 과학자들은 약한 상호작용에서도 반전성이 보존될 것으로 예상했지만 시험으로 증명된 바가 없었고, 리정다오와 양전닝의 이론적 연구도 약한 상호작용에서 이 가설이 유효하지 않을 수 있음을 보여주었다. 리정다오와 양전닝은 연구소에서 반전성 보존 실험의 지필 설계를 계획하였다. 그 다음, 리정다오는 우젠슝의 전문성에 의지해 이 실험을 수행하기 위한 기재 재작과 구성, 실험 절차의 선정을 진행하였다.
우젠슝은 이 실험을 하기 위해 방사성 코발트-60 시료를 액체 가스로 극저온 냉각하는 방식을 택했다. 코발트-60은 베타 입자 방출로 붕괴하는 동위 원소이고, 우젠슝은 베타 붕괴의 전문가였다. 0K(영하 273도)에 가까운 극히 낮은 온도에서는 코발트 원자의 열진동 총량이 사실상 0으로 줄어들어야 한다. 또한, 우젠슝은 원자핵의 스핀 축이 같은 방향으로 줄을 서도록 유발하기 위해 코발트 시료 쪽으로 일정하고 균일한 자기장을 걸었다. 이 극저온 작업을 위해 미국 국립표준기술연구소의 설비와 액체 가스를 이용한 전문 기술이 필요했고, 우젠슝은 실험을 수행할 장비를 챙겨 메릴랜드 본부로 찾아갔다.
리정다오와 양전닝은 이론적 추측을 통해 코발트-60 원자의 베타 입자가 비대칭적으로 방사될 것으로 보아, "반전성 보존의 법칙" 가설이 타당하지 않을 것이라 예상했다. 이 예상은 적중했고, 우젠슝의 실험은 반전성이 약한 핵 상호작용 아래에서 보존되지 않음을 증명했다. 
Θ+
와 
τ+
는 서로 같은 입자였으며, 이것은 오늘날 양전하를 띤 케이온, 
K+
로 알려지게 된다. 이 결과는 컬럼비아 대학교 동료들의 다른 실험들을 통해 곧 확증되었고, 얼마 지나지 않아 이 모든 결과들이 같은 물리학 학술지의 같은 호에 두 가지 다른 연구 논문으로 발표되었다. 이 결과들은 많은 연구소와 다른 방식의 실험을 통해 거듭 증명되었다.
반전성 위반의 발견은 표준 모형의 개발과 입자물리학에 지대한 공헌을 하였다. 리정다오와 양전닝은 그들의 이론적 연구 성과를 인정받아 1957년 노벨 물리학상을 받았다.

## 이후의 삶

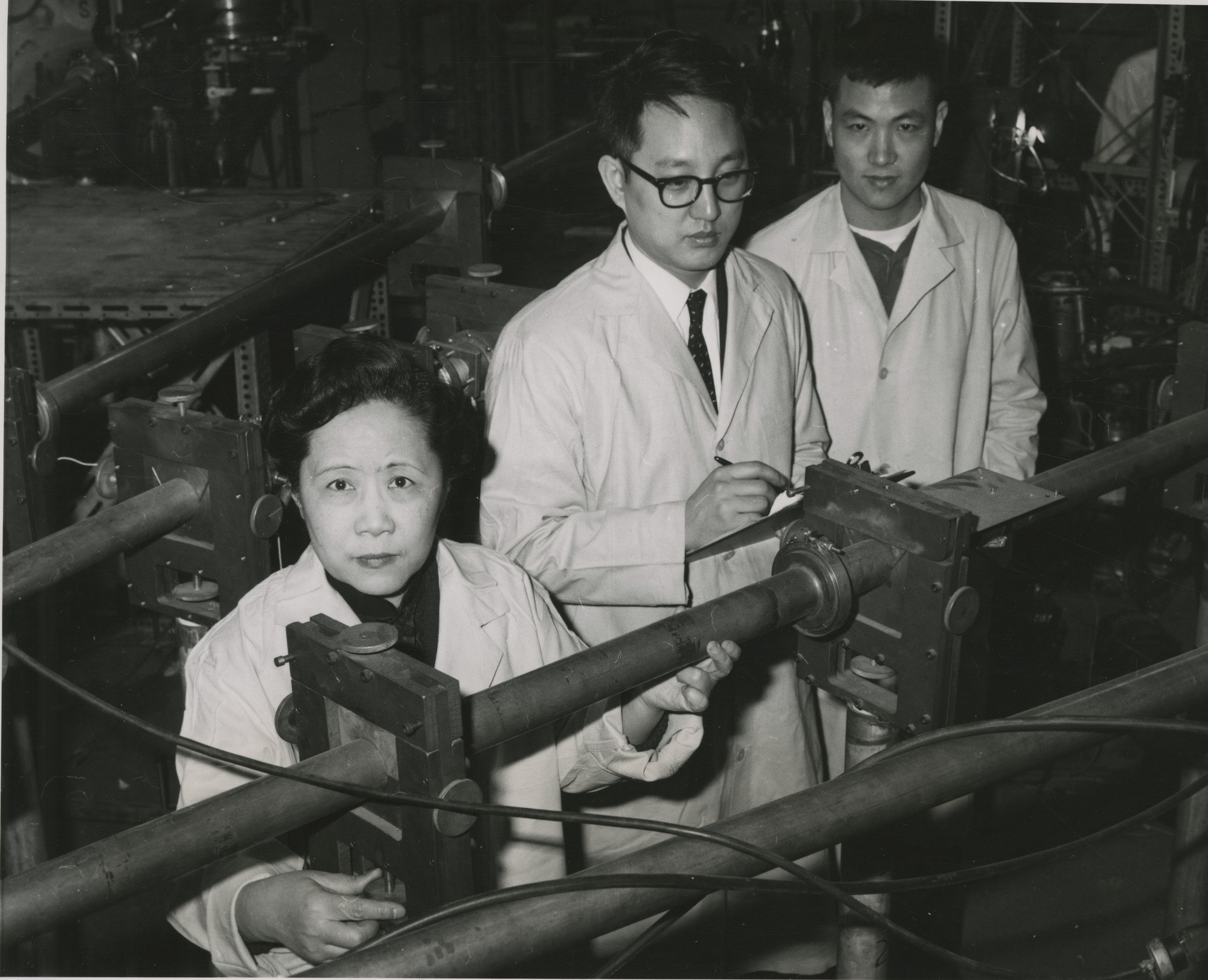
컬럼비아 대학교 물리학자 (왼쪽부터) 우젠슝, Y.K. 리, L.W. 모의 벡터 흐름 보존 가설 증명 실험 장면. 몇 달에 걸쳐 진행된 이 실험은 컬럼비아의 밴 더 그래프 가속기의 양자 광선이 관을 통해 입구에서 분광계실로 이동해 2 mm 붕소 목표에 충돌하였다.

우젠슝은 1963년 리처드 파인만과 머리 겔만의 보존 벡터 흐름 가설을 연구하여 확증하였다. 또 다른 업적은 페르미의 베타 붕괴 모형의 전반적 형태를 가정하는 표준 모형으로 가는 길을 연 것이다. 그녀가 증명한 반전성의 보존 불가는 물리학자들에게 약한 상호작용에 대한 질문을 만들어 다른 가설들을 파생시켰다. 반전성이 약력 상호작용에서 보존되지 않는다면, 전하 켤레는 어떨까? 이것은 전자기와 중력, 강한 상호작용에서 참이 된다는 결과였으며, 따라서 약한 상호작용 또한 그럴 것이라 가정되어 왔다. 우젠슝은 이리호 아래의 소금 광산에서 이중 베타 붕괴에 대한 일련의 실험을 진행하여 전하 켤레도 보존되지 않음을 입증했다.
우젠슝이 수행한 또 다른 중요한 실험은 반대 방향에서 두 광자들이 전파하면서 일어나는 양자 편광 상호작용에 대한 E. M. L. 프라이스와 존 클리브 워드의 추측을 확증하는 것이었다. 이것은 뒤얽힌 광자 한 쌍이 아인슈타인-포돌스키-로젠(EPR) 역설에 적용 가능한 것과 관련된 다수의 결과 중 첫 번째 실험적 증명이었다. 우젠슝은 이후 겸상적혈구병의 원인이 되는 헤모글로빈 변형의 분자 변화 연구를 시행하였다. 또한, 1960년대에는 자기와 뫼스바우어 효과를 연구하였다. 우젠슝은 스티븐 모슈코프스키와 함께 Beta Decay (베타 붕괴)라는 제목의 교과서를 집필하여 1966년 출판하였는데, 이 책은 베타 붕괴 주제의 표준 참고문헌이 되었다.
우젠슝의 오빠는 1958년 죽었고, 아버지는 1959년, 어머니는 1962년 사망하였다. 당시 미국 정부는 미국 국민의 해외 여행에 엄격한 제한을 두었기에, 가족의 장례식을 위한 우젠슝의 중국 방문은 허가되지 않았다. 그녀는 1965년 홍콩으로 여행하여 삼촌 우저우지와 남동생 우첸하오를 만났다. 1972년 닉슨의 중국 방문 이후, 두 국가 간의 관계가 개선되면서 우젠슝도 1973년에 중국을 다시 방문할 수 있게 되었다. 이때 그녀의 삼촌과 남동생은 문화 대혁명으로 인해 사망했고, 그녀의 부모 무덤은 파괴된 상태였다. 저우언라이는 우젠슝을 맞이하여 묘가 파괴된 것에 대해 직접 사과하였다. 이때 이후로 그녀는 중국에 몇 번씩 방문하였다.
이후의 삶에서, 우젠슝은 적극적으로 자신의 주장을 펼치게 되었다. 그녀는 1959년 물리학자 황커순, 1960년 언론인 첸레이의 타이완 구금에 대해 항의했다. 1964년에는 매사추세츠 공과대학교 토론회에서 성차별에 반대하는 연설을 펼쳤다. 그녀는 다음과 같이 말했다. "나는 작은 원자와 핵이든지, 수학 기호든지, DNA 분자든지가 남성이나 여성으로 대우하는 것에 어떠한 선호가 있는지 궁금하다." 남성이 그녀를 남편의 성을 따서 '위안' 교수라고 부르면, 그녀는 그 즉시 자신을 우 교수로 부르라고 정정시켰다. 1975년, 컬럼비아 대학교 물리학과장으로 새로이 취임한 로버트 서버는 우젠슝의 봉급을 같은 직급의 남성이 받는 것과 동등한 수준으로 바로잡았다. 그녀는 1989년 톈안먼 사건에서 벌어진 중국의 탄압을 비판하고 항의하였다.
우젠슝은 1981년 은퇴하였고, 명예 교수가 되었다. 그녀는 1997년 2월 16일, 뉴욕 시티에서 뇌졸중으로 인해 84세의 나이로 사망하였다. 구급차가 그녀를 세인트 루크의 루즈벨트 병원으로 이송했지만 도착 중 사망 선고를 받았다. 그녀의 유족으로 남편과 아들이 있었다. 우젠슝의 바람에 따라, 그녀의 유해는 아버지가 세우고 자신이 다녔던 밍더 학교의 안뜰에 매장되었다.

## 수상 및 선정 목록
- 미국 물리학회 회원(1948)[66]
- 미국 과학 아카데미 회원(1958)[67]
- 프린스턴 대학교 첫 여성 명예 박사(1958)[66]
- 미국 여성 대학 교수 협회 공로상(1959)[67]
- 연구 조합 상(1959)[67]
- 프랭클린 연구소 존 프라이스 웨더릴 메달(1962)[66]
- 미국 여성 대학 교수 협회 올해의 여성상(1962)
- 미국 과학 아카데미 콤스톡 물리학상(1964)[67]
- 치친 문화 재단, 치친 공로상(1965)[67]
- 에든버러 왕립 협회 명예 회원(1969)[66]
- 인더스트리얼 리서치 매거진, 올해의 과학자상(1974)[66]
- 미국 물리학회 톰 W. 보너 상(1975)[66]
- 미국 물리학회 첫 여성 학회장(1975)[68]
- 미국 국가 과학상(1975)[66]
- 울프 물리학상 최초 수상자(1978)[66]
- 엘리스 아일랜드 명예 훈장 (1986)[66]
- 이름을 딴 소행성(2752 우젠슝)이 있는 첫 살아있는 과학자(1990)[67]
- 푸핀 훈장(1991)[67]
- 중국과학회 첫 외국인 회원(1994)[69]

## 저서 목록
- Wu, C. S.; Moszkowski, S. A. (1966). 《Beta Decay》. New York: Interscience Publishers. LCCN 65-21452. OCLC 542299.
- Chiang, T. S.; Wong, T. A. (2014). 《Madame Wu Chien-Shiung: The First Lady of Physics Research》. Hackensack, NJ: World Scientific. ISBN 978-9814368926.

## 참고 문헌
- Chiang, Tsai-Chien (2014). 《Madame Chien-Shiung Wu: The First Lady of Physics Research》. World Scientific. ISBN 978-981-4374-84-2.
- Cooperman, Stephanie H. (2004). 《Chien-Shiung Wu: Pioneering Physicist and Atomic Researcher》. Rosen Publishing Group. 39쪽. ISBN 978-0-8239-3875-9.
- Hammond, Richard (2007). 《Chien-Shiung Wu: Pioneering Nuclear Physicist》. Chelsea House Publishers. ISBN 978-0-8160-6177-8.
- Heilbron, J. L.; Seidel, Robert W. (1989). 《Lawrence and his Laboratory: A History of the Lawrence Berkeley Laboratory》. Berkeley, California: University of California Press. ISBN 978-0-520-06426-3. OCLC 19455957. 2015년 5월 24일에 확인함.
- McGrayne, Sharon Bertsch (1998). 《Nobel Prize Women in Science: Their Lives, Struggles, and Momentous Discoveries》 Revis판. Joseph Henry Press. 254–260쪽. ISBN 978-0-309-07270-0.
- Wang, Zuoyue (1970–80). “Wu Chien-Shiung”. Dictionary of Scientific Biography 25. New York: Charles Scribner's Sons. 363–368쪽. ISBN 978-0-684-10114-9.

## 더 읽어보기
- Wu, C.-S. (1950). “Recent Investigation of the Shapes of β-Ray Spectra”. 《Reviews of Modern Physics》 22 (4): 386–398. Bibcode:1950RvMP...22..386W. doi:10.1103/RevModPhys.22.386.
- Wu, C.-S. (1975). “Can We Save Basic Research?”. 《Physics Today》 281 (12): 88. Bibcode:1975PhT....28l..88W. doi:10.1063/1.3069274.